# Karel Svoboda
Pour les articles homonymes, voir Svoboda.
 (avril 2025).
La mise en forme du texte ne suit pas les recommandations de Wikipédia : il faut le « wikifier ».
Les points d'amélioration suivants sont les cas les plus fréquents. Le détail des points à revoir est peut-être précisé sur la page de discussion.
- Les titres sont pré-formatés par le logiciel. Ils ne sont ni en capitales, ni en gras.
- Le texte ne doit pas être écrit en capitales (les noms de famille non plus), ni en gras, ni en italique, ni en « petit »…
- Le gras n'est utilisé que pour surligner le titre de l'article dans l'introduction, une seule fois.
- L'italique est rarement utilisé : mots en langue étrangère, titres d'œuvres, noms de bateaux, etc.
- Les citations ne sont pas en italique mais en corps de texte normal. Elles sont entourées par des guillemets français : « et ».
- Les listes à puces sont à éviter, des paragraphes rédigés étant largement préférés. Les tableaux sont à réserver à la présentation de données structurées (résultats, etc.).
- Les appels de note de bas de page (petits chiffres en exposant, introduits par l'outil «  Source ») sont à placer entre la fin de phrase et le point final[comme ça].
- Les liens internes (vers d'autres articles de Wikipédia) sont à choisir avec parcimonie. Créez des liens vers des articles approfondissant le sujet. Les termes génériques sans rapport avec le sujet sont à éviter, ainsi que les répétitions de liens vers un même terme.
- Les liens externes sont à placer uniquement dans une section « Liens externes », à la fin de l'article. Ces liens sont à choisir avec parcimonie suivant les règles définies. Si un lien sert de source à l'article, son insertion dans le texte est à faire par les notes de bas de page.
- La présentation des références doit suivre les conventions bibliographiques. Il est recommandé d'utiliser les modèles {{Ouvrage}}, {{Chapitre}}, {{Article}}, {{Lien web}} et/ou {{Bibliographie}}. Le mode d'édition visuel peut mettre en forme automatiquement les références.
- Insérer une infobox (cadre d'informations à droite) n'est pas obligatoire pour parachever la mise en page.

Pour une aide détaillée, merci de consulter Aide:Wikification.
Si vous pensez que ces points ont été résolus, vous pouvez retirer ce bandeau et améliorer la mise en forme d'un autre article.
Karel Svoboda, né le 19 décembre 1938 à Prague et mort le 28 janvier 2007 à Jevany, est un compositeur tchèque de musique de film, de télévision, de musique pop et de comédie musicale.
Il a, entre autres, collaboré avec le chanteur Karel Gott et l'auteur de textes Jiří Štaidl.
Au milieu des années 1990, il compose l'intégralité des jingles de Česká televize, la télévision d'État tchèque.

## Musique de films
Il a composé la musique des films suivants :
- Každý mladý muž, 1965
- Noc na Karlštejně, 1973
- Tři oříšky pro Popelku, 1973
- Jak se budí princezny, 1977
- Což takhle dát si špenát, 1977
- Smrt stopařek, 1979
- Spievaj kovboj, 1981
- Sůl nad zlato, 1982
- Létající Čestmír, 1984
- Big Man/Jack Clementi, 1987-1988
- Le Cirque Humberto (cs), 1988
- Druhý dech, 1988
- Kačenka a zase ta strašidla, 1992
- Und keiner weint mir nach, 1996
- Z pekla štěstí, 1999
- Milenci a vrazi, 2004
- Rodinná pouta, 2006

Karel Svoboda a également composé pour des séries télévisées :
- Maya l'abeille (série télévisée), 1975 pour laquelle chante Karel Gott et dont la composition de Svoboda est reprise dans la plupart des langues.
- Pinocchio (série télévisée d'animation, 1976), 1976
- Nils Holgersson, 1980
- Návštěvníci, 1983
- Tao Tao (série télévisée), 1983-1984
- Flash (série télévisée), 1993
- Vic le Viking, dessin animé de la ZDF - ORF d'après les histoires de Runer Jonsson

## Acteur
Karel Svoboda a joué dans les productions de ses amis :
- 1953 : Anna Proletářka
- 1958 : Poslušně hlásím

## Musicals
- Dracula,
- Monte Cristo
- Golem